# Jon Smedsaas
Jon Smedsaas, född i Uppsala 1976, är en svensk sportklättrare.
Smedsaas gjorde sig ett namn inom klätterkretsar när han under våren 2000 var förste svensk att klättra svårighetsgraden 8c, den klassiska leden Minimum i Buoux. Smedsaas inledde sin klätterkarriär 1990 med Sten Brander som lärare. De kommande åren ägnades huvudsakligen åt alpin klättring i Alperna och den svenska fjällvärden. 1994 inledde Smedsaas sin sportklätterkarriär. Under de kommande åren utvecklades han i snabb takt och placerade sig i den svenska klättereliten. Det stora steget togs 1999 när Smedsaas flyttade till Aix-en-Provence i södra Frankrike.
Under senare år har Smedsaas ofta ägnat sig åt bouldering, företrädesvis klädd i kostymbyxor.